# Liste des conseillers départementaux du Gard
Pour un article plus général, voir Conseil départemental du Gard.
Cet article présente les quarante-six conseillers départementaux du Gard.

## Liste des conseillers départementaux

### Mandature 2021-2028
La composition de l'assemblée départementale de cette mandature est issue des élections départementales de 2021 dans le Gard.
| Canton                 | Conseiller départemental       | Étiquette | Étiquette | Suppléant                | Groupe politique |
| ---------------------- | ------------------------------ | --------- | --------- | ------------------------ | ---------------- |
| Aigues-Mortes          | Laurence Barduca-Fauquet       |           | DIV       | Agnès Granier-Audemard   |                  |
| Aigues-Mortes          | Robert Crauste                 |           | DIV       | Alain Dupont             |                  |
| Alès-1                 | Jean-Charles Bénézet           |           | UDI       | Thierry Jacot            |                  |
| Alès-1                 | Léa Boyer                      |           | LR        | Soraya Haoues            |                  |
| Alès-2                 | Valérie Meunier                |           | LR        | Matthieu Testard         |                  |
| Alès-2                 | Philippe Ribot                 |           | UDI       | Nathalie Ferré           |                  |
| Alès-3                 | Frédéric Gras                  |           | LR        | Didier Salles            |                  |
| Alès-3                 | Marie-Christine Peyric         |           | UDI       | Liliane Allemand         |                  |
| Bagnols-sur-Cèze       | Sylvie Nicolle                 |           | DVG       | Laurence Voignier        |                  |
| Bagnols-sur-Cèze       | Alexandre Pissas               |           | PS        | Laurent Nadal            |                  |
| Beaucaire              | Élisabeth Mondet               |           | RN        | Francine Pieretti        |                  |
| Beaucaire              | Jean-Pierre Fuster             |           | RN        | Nelson Chaudon           |                  |
| Calvisson              | Maryse Giannaccini             |           | PS        | Véronique Poignet-Senger |                  |
| Calvisson              | Marc Larroque                  |           | DVG       | Boris Ponge              |                  |
| La Grand-Combe         | Isabelle Fardoux-Jouve         |           | PCF       | Karine Montenez          |                  |
| La Grand-Combe         | Patrick Malavieille            |           | PCF       | Sylvain André            |                  |
| Marguerittes           | Valérie Guardiola Laïla Achkar |           | DVG       | Laïla Achkar             |                  |
| Marguerittes           | Rémi Nicolas                   |           | DVG       | Christian Poussin        |                  |
| Nîmes-1                | Julien Plantier                |           | LR        | Christophe Pio           |                  |
| Nîmes-1                | Sophie Roulle                  |           | LR        | Chantal Barbusse         |                  |
| Nîmes-2                | Christian Bastid               |           | PCF       | Pierre-Édouard Detrez    |                  |
| Nîmes-2                | Amal Couvreur                  |           | DVG       | Nadia Goudard            |                  |
| Nîmes-3                | Dominique Andrieu-Bonnet       |           | EÉLV      | Laurence Choimet         |                  |
| Nîmes-3                | Vincent Bouget                 |           | PCF       | Christophe Fastelli      |                  |
| Nîmes-4                | Véronique Gardeur-Bancel       |           | LR        | Aurélie Prohin           |                  |
| Nîmes-4                | Richard Tibérino               |           | LR        | Emmanuel Carrière        |                  |
| Pont-Saint-Esprit      | Carole Bergeri                 |           | DVG       | Christine Clerc          |                  |
| Pont-Saint-Esprit      | Christophe Serre               |           | PS        | Benoît Trichot           |                  |
| Quissac                | Olivier Gaillard               |           | DVG       | Lionel Jean              |                  |
| Quissac                | Françoise Laurent-Perrigot     |           | PS        | Ingrid Bazin             |                  |
| Redessan               | Gérard Blanc                   |           | DVD       | Aurélien Colson          |                  |
| Redessan               | Muriel Dherbecourt             |           | LR        | Martine Laguérie         |                  |
| Roquemaure             | Nathalie Nury                  |           | PS        | Sadia Makchouche         |                  |
| Roquemaure             | Patrick Scorsone               |           | PRG       | Jérôme Clément           |                  |
| Rousson                | Cathy Chaulet                  |           | PCF       | Florence Bouis           |                  |
| Rousson                | Ghislain Chassary              |           | PCF       | Arnaud Bord              |                  |
| Saint-Gilles           | Huguette Sartre                |           | UDI       | Nathalie Perrot          |                  |
| Saint-Gilles           | Eddy Valadier                  |           | LR        | Gaëtan Prévoteau         |                  |
| Uzès                   | Denis Bouad                    |           | PS        | Jacques Bollègue         |                  |
| Uzès                   | Bérengère Noguier              |           | EÉLV      | Marie-Lise Gloanec       |                  |
| Vauvert                | Pascale Fortunat-Deschamps     |           | DVG       | Armelle Grosjean         |                  |
| Vauvert                | Bruno Pascal                   |           | PS        | Thomas Lesselingue       |                  |
| Le Vigan               | Martin Delord                  |           | DVG       | Lionel Abassi            |                  |
| Le Vigan               | Hélène Meunier                 |           | DVG       | Nathalie Liron           |                  |
| Villeneuve-lès-Avignon | Rémy Bachevalier               |           | DVD       | Farès Orcet              |                  |
| Villeneuve-lès-Avignon | Pascale Bories                 |           | LR        | Sandrine Soulier         |                  |

### Mandature 2015-2021
La composition de l'assemblée départementale de cette mandature est issue des élections départementales de 2015 dans le Gard.